# أنتوني والتون وايت
أنتوني والتون وايت (بالإنجليزية: Anthony Walton White)‏ هو ضابط أمريكي، ولد في 7 يوليو 1750 في نيو برونزويك في الولايات المتحدة، وتوفي بنفس المكان في 10 فبراير 1803.